# Gerrit Floors
Gerrit Willem Floors (Neede, 5 april 1937 – Heino, 8 december 2001) was een Nederlands politicus van het CDA.
Hij begon in 1953 zijn carrière op 16-jarige leeftijd als leerling-ambtenaar bij de gemeente Neede en is daarna achtereenvolgens werkzaam geweest bij de gemeentesecretarieën van Ouder-Amstel, Westerbork en Schoonebeek. In 1967 werd hij de gemeentesecretaris van Heino als opvolger van Jan van Oosterhout die burgemeester van Nistelrode was geworden. Acht jaar later volgde zijn benoeming tot gemeentesecretaris van Noordwijkerhout. In mei 1979 keerde Floors terug naar Oost-Nederland vanwege zijn benoeming tot burgemeester van Gramsbergen. Toen hij op 11 september 1981 wilde instappen in zijn geparkeerde auto werd hij aangereden door een dronken automobilist waarop hij met ernstig hoofdletsel werd opgenomen in een ziekenhuis. Hij lag uiteindelijk weken in coma, bleek deels verlamd, nauwelijks in staat om te praten en moest weer leren lezen en schrijven. Op 1 november 1981 werd Klaas Bossenbroek, oud-burgemeester van Genemuiden, benoemd tot waarnemend burgemeester van Gramsbergen. Eind 1982 werd Floors afgekeurd en in maart 1983 volgde ontslag. In 2001 overleed hij op 64-jarige leeftijd.